# Wine & Spirit Education Trust
Wine & Spirit Education Trust (WSET) (в переводе с англ. — «Образовательный траст вина и спирта») — глобальная организация, организующая курсы и экзамены в области вина и спиртных напитков . WSET была основана в 1969 году . штаб-квартира организации находится в Лондоне .  WSET считается одним из ведущих мировых поставщиков винного образования.  В 2016 году был открыт первый международный офис WSET в Азиатско-Тихоокеанском регионе, в Гонконге. Причиной тому стал высокий спрос на образование в области вина и спиртных напитков в Большом Китае.

## История и структура WSET
WSET появилась из Образовательного Комитета Ассоциации Вина и Спирта, и была создана при финансовой поддержке Vintners 'Company.
Руководство WSET подчиняется Попечительскому совету, состоящему из 8 членов; три — от компании Vintners 'Company, три — от Ассоциации Вина и Спирта, один — от Worshipful Company of Distillers и еще один — от Института Мастеров Вина. 

## Курсы

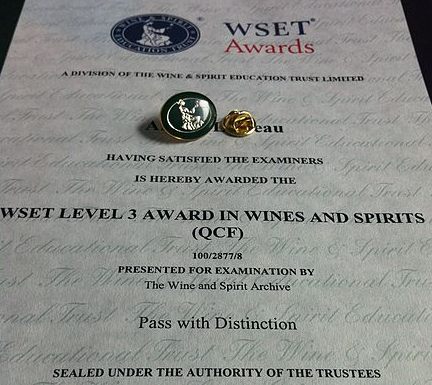
Сертификационное письмо и наградной значок программы квалификации 3 уровня в области вин и крепких напитков

Курсы, проводимые WSET, изначально предназначались для людей, занимающихся торговлей вином и спиртными напитками. Программы WSET всё чаще посещают и коносьеры-любители.  WSET осуществляет профессиональную сертификацию в более чем 70 странах мира. Деятельность организации была положительно оценена американской торговой группой SOMM. 

### Уровни квалификации WSET в области вин
- Квалификация 1 уровня в области вин
- Квалификация 2 уровня в области вин
- Квалификация 3 уровня в области вин
- Диплом о квалификации 4 уровня в области вин

За последние 50 лет было выпущено более 10 000 дипломированных специалистов WSET 4 уровня. Те, кто успешно получил Диплом, могут добавлять к своему имени постфикс «DipWSET».  